# Xanthorhoe multifilaria
Xanthorhoe multifilaria là một loài bướm đêm trong họ Geometridae.